# Aly Cissokho

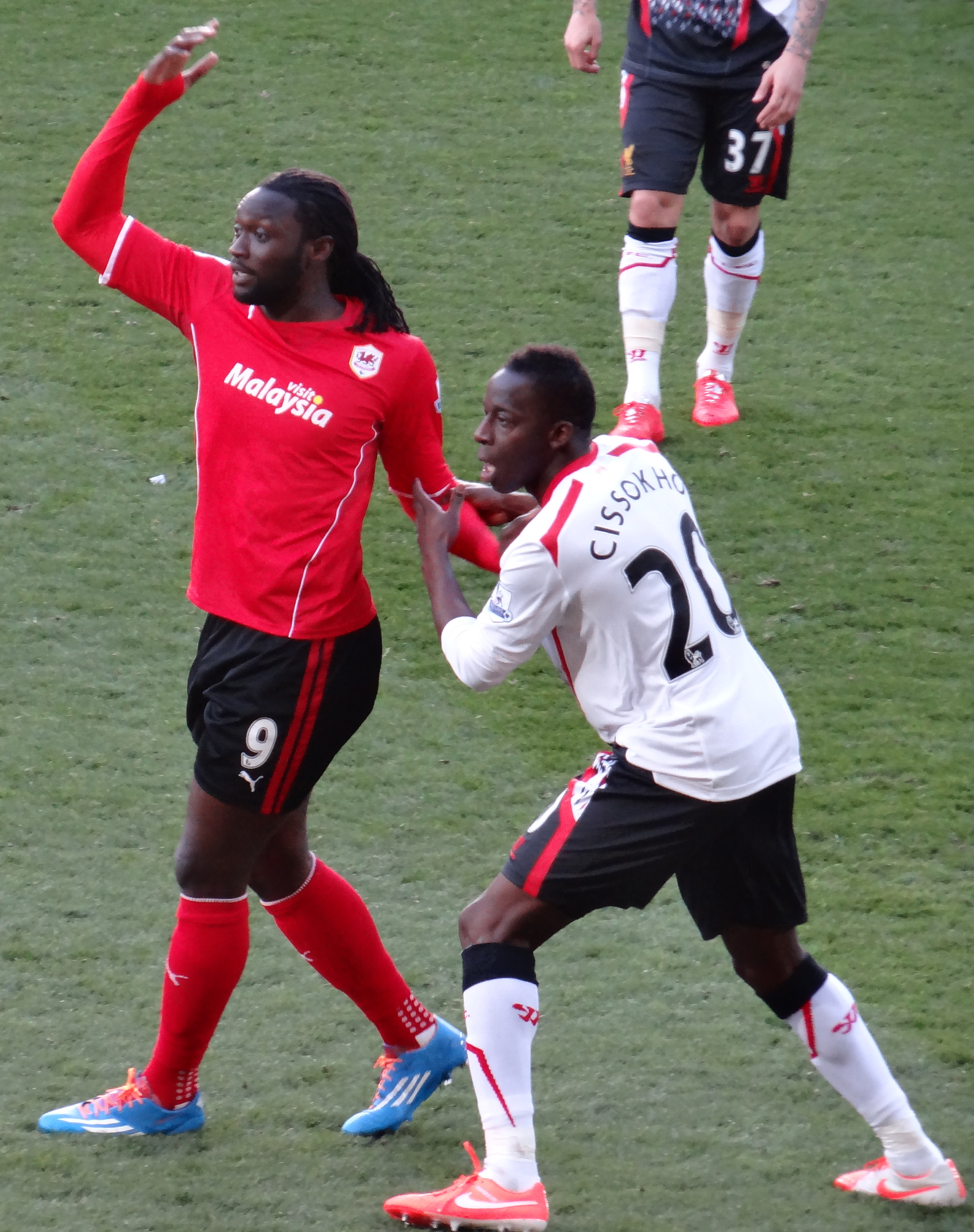
Cissokho w barwach Liverpoolu podczas pojedynku z Kenwyne’em Jonesem z Cardiff

Aly Cissokho (wym. [ali sisɔko], ur. 15 września 1987 w Blois) – francuski piłkarz grający na pozycji lewego obrońcy, wychowanek FC Gueugnon.

## Kariera klubowa
Rodzina Cissokho pochodzi z Senegalu. Karierę piłkarską zawodnik rozpoczął we francuskim FC Gueugnon. W 2007 roku stał się członkiem kadry pierwszego zespołu, a 25 maja 2007 zadebiutował w jego barwach w Ligue 2 w wygranym 2:1 wyjazdowym spotkaniu z FC Metz. W sezonie 2007/2008 rozegrał w Gueugnon 21 meczów, ale nie zdołał awansować z tym klubem do Ligue 1.
Latem 2008 roku Cissokho przeszedł na zasadzie wolnego transferu do portugalskiej Vitórii Setúbal. 22 sierpnia 2008 rozegrał swoje pierwsze spotkanie w pierwszej lidze portugalskiej, zremisowane 1:1 na wyjeździe z Vitórią Guimarães. W Vitórii Setúbal rozegrał 13 spotkań w rundzie jesiennej sezonu 2008/2009, a także dwa w rozgrywkach Pucharu UEFA.
Na początku 2009 roku Cissokho został sprzedany za 300 tysięcy euro do FC Porto i podpisał z nim czteroletni kontrakt. Stał się podstawowym zawodnikiem tego zespołu, a 24 stycznia 2009 rozegrał w jego barwach swój pierwszy mecz, wygrany 2:0 na wyjeździe z SC Braga. Z Porto został mistrzem Portugalii, a także dotarł do ćwierćfinału Ligi Mistrzów. Zdobył też Puchar Portugalii.
14 czerwca 2009 roku francuski obrońca za kwotę piętnastu milionów euro został kupiony przez włoski zespół A.C. Milan. Kilka dni później włoskie media poinformowały, że piłkarz nie przeszedł pozytywnie testów medycznych (problemy z zębami) i nie dołączy do Milanu. Działacze włoskiego klubu zdecydowali się wypożyczyć Cissokho na jeden sezon z opcją transferu definitywnego, jednak wiceprezydent drużyny – Adriano Galliani powiedział, że żądania Porto odnośnie do wypożyczenia są zbyt wysokie. Następnie Porto zmniejszyło cenę za swojego zawodnika z 15 na 10 milionów euro.
18 lipca 2009 roku podpisał 5-letni kontrakt z Olympique Lyon. Kosztował 15 milionów euro. Za kwotę około 10 milionów euro, 23 sierpnia 2012 roku, piłkarz przeniósł się do jednej z czołowych hiszpańskich drużyn, Valencii.
20 sierpnia 2013 roku podano do publicznej wiadomości wypożyczenie Francuza do Liverpoolu na okres całego sezonu.

### Statystyki kariery
Aktualne na dzień 16 maja 2016 r.
| 2006/07            | Gueugnon           | Ligue 2            | 1   | 0 | 0  | 0 | 0 | 0 | –  | – | 1   | 0 |
| 2007/08            | Gueugnon           | Ligue 2            | 21  | 0 | 1  | 0 | 1 | 0 | –  | – | 23  | 0 |
| 2008/09            | Vitória Setúbal    | Primeira Liga      | 13  | 0 | 2  | 0 | 0 | 0 | 2  | 0 | 17  | 0 |
| 2008/09            | FC Porto           | Primeira Liga      | 15  | 0 | 4  | 0 | 0 | 0 | 4  | 0 | 23  | 0 |
| 2009/10            | Olympique Lyon     | Ligue 1            | 31  | 0 | 1  | 0 | 2 | 0 | 14 | 1 | 48  | 1 |
| 2010/11            | Olympique Lyon     | Ligue 1            | 29  | 1 | 2  | 0 | 0 | 0 | 6  | 0 | 37  | 1 |
| 2011/12            | Olympique Lyon     | Ligue 1            | 31  | 0 | 4  | 0 | 4 | 0 | 9  | 0 | 48  | 0 |
| 2012/13            | Olympique Lyon     | Ligue 1            | 2   | 0 | 0  | 0 | 0 | 0 | 0  | 0 | 3   | 0 |
| 2012/13            | Valencia CF        | Primera División   | 25  | 2 | 4  | 0 | – | – | 7  | 0 | 36  | 2 |
| 2013/14            | Liverpool (wyp.)   | Premier League     | 15  | 0 | 3  | 0 | 1 | 0 | –  | – | 19  | 0 |
| 2014/15            | Aston Villa        | Premier League     | 25  | 0 | 0  | 0 | 0 | 0 | –  | – | 25  | 0 |
| 2015/16            | Aston Villa        | Premier League     | 17  | 0 | 1  | 0 | 0 | 0 | –  | – | 18  | 0 |
| 2015/16            | FC Porto           | Primeira Liga      | 2   | 0 | 1  | 0 | 0 | 0 | 0  | 0 | 3   | 0 |
| Łącznie w karierze | Łącznie w karierze | Łącznie w karierze | 226 | 3 | 23 | 0 | 8 | 0 | 42 | 1 | 300 | 4 |